# 陈锦华 (马来西亚)
拿督陈锦华（1938年—2014年1月12日），马来西亚政治人物，民政党创党元老之一，曾经担任槟城州议会武吉牛汝莪，以及丹绒丁雅州议员。他也是前高渊国会议员陈智铭的父亲。2014年1月12日，在槟城中路老家去世，享年77岁。

## 政治生涯
陈锦华于1992年至1996年担任槟岛市议会主席，1996年至1998年受委槟州港务局主席，但他在2000年因与许子根交恶，甚至公开批评后者，遭到民政党开除党籍。

## 逝世
陈锦华于2013年5月因肺部细菌感染送院后又中风，昏迷近8个月后，于2014年1月12日在槟岛中路老家去世，享年77岁。

## 评价
马华公会前总会长林良实说，陈锦华是一位果敢、直率和聪明的领袖，年轻从政者应以他为榜样。

## 家庭
- 儿子：陈智勇、陈智远、陈智铭